# Королевская дорога
| Kuninkaantie Kungsvägen |

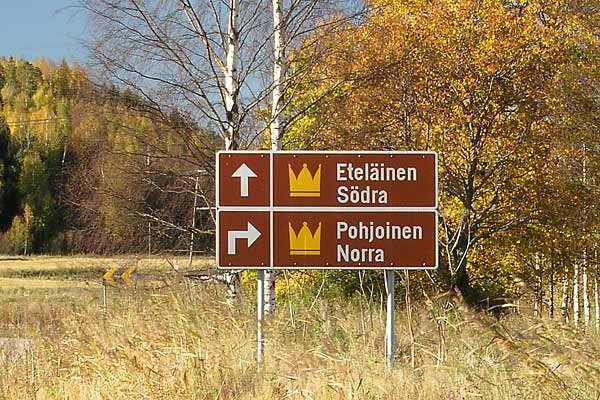
Королевская дорога в Южной Финляндии, Сиунтио.

Короле́вская доро́га (фин. Kuninkaantie, швед. Kungsvägen) — сеть старинных дорог, связывавших средневековую Швецию с городами и замками её восточной провинции (ныне Финляндия и Россия). В отличие от других дорог, состояние Королевской дороги поддерживалось за счёт шведской казны. В XIII—XVI веках Королевская дорога соединяла города-крепости Або (Турку), Тавастехус (Хямеэнлинна), Выборг и Олафсборг (Савонлинна), причём самая первая часть дороги соединила Турку и Тавастехус.
Часто под Королевской дорогой подразумевается дорога от Стокгольма до Выборга — морской путь из шведской столицы до Турку, а затем берегом Финского залива через Эспоо и Порвоо в Выборг.
В настоящее время Королевская дорога — это туристический маршрут Берген — Осло — Стокгольм — Аландские острова — Турку — Хельсинки — Выборг — Санкт-Петербург, в организации которого участвуют Норвегия, Швеция, Финляндия и Россия. В Финляндии с 1996 года существует частично финансируемый ЕС проект «Королевская дорога в Южной Финляндии».